# Nationalisme vénitien

Drapeau de la Vénétie

Le nationalisme vénitien (aussi vénétisme, du vénitien/nom italien, Venetismo) est une idéologie et un mouvement régionaliste revendiquant la redécouverte de l'héritage de la république de Venise, ses traditions, sa culture, sa langue et/ou demandant plus d'autonomie ou même l'indépendance de la Vénétie par rapport à l'Italie. Selon le journaliste Paolo Possamai, le vénétisme est « l'effort de la Vénétie et des Vénitiens vers la reconnaissance de leur identité et de leur autonomie ». Le nationalisme vénitien est un mouvement large qui inclut les partis vénétistes comme la Ligue vénète, mais englobe aussi des gens de tous les partis politiques.
Les nationalistes vénitiens considèrent habituellement la Vénétie comme une nation distincte de l'Italie et refusent souvent la validité du résultat du référendum qui unifia la Vénétie à l'Italie en 1866,,,. Certains, comme les membres du Parti national vénitien/Veneto State et ceux d'Indépendance vénète, proposent une réédition de ce référendum et font campagne pour l'indépendance de la République de Venise historique, couvrant l'actuelle Vénétie, Frioul-Vénétie Julienne de grosses portions de la Lombardie (la province de Brescia, la province de Bergame, la zone autour Brescia et une portion de la province de Mantoue) et la province autonome de Trente. Même si cela réfère habituellement au mouvement autonomiste vénitien, le terme « vénétisme » est quelquefois utilisé pour identifier les vénétistes qui refusent le concept de Padanie, un État proposé par la Ligue du Nord, auquel participe la Liga Veneta (le parti vénétiste qui a eu le plus de succès jusqu'à maintenant). Alberto Gardin, un indépendantiste qui soutient le boycott des élections italiennes, donne une autre interprétation en considérant le « vénétisme » comme un concept partisan, qui fait partie du système politique italien,.

## Contexte et histoire

### Annexion de la Vénétie par l'Italie
La république de Venise a existé pendant 1 100 ans de 697 à 1797 et était une des premières républiques modernes. Après avoir vaincu la république de Gênes lors des guerres vénéto-génoises qui se sont déroulées de 1256 à 1381, la République de Venise est devenue une des premières puissances maritimes méditerranéennes, s'étendant à son apogée jusqu'à la plaine du Pô et jusqu'à certains territoires de la Slovénie, de la Croatie et de la Grèce d'aujourd'hui. Jusqu'au XVIe siècle, Venise reste une puissance majeure dans le monde occidental. En 1797 après un long déclin, Napoléon échange ce qu'il reste de la République à l'Autriche contre d'autres territoires lors du traité de Campo-Formio. En 1848, les vénitiens guidés par Daniele Manin se rebellent contre le pouvoir autrichien et proclament l'indépendance de la république de Saint-Marc jusqu'à ce que les Autrichiens en reprennent le contrôle en 1849.
La Vénétie a été rattachée à l'Italie en 1866, cinq ans après l'unification italienne et la création en 1861 du royaume d'Italie avec à sa tête la maison de Savoie. L'unification de la Vénétie avec l'Italie a été le résultat de la troisième guerre d'indépendance italienne et d'un référendum tenu les 21 et 22 octobre 1866.

## Développements récents

### 2012–2013 sondages sur l'indépendance
Alors que le soutien pour un système fédéral, en opposition à un État centralisé, est fort, l'indépendance bénéficie d'un soutien moins important. De récents sondages montrent une poussée indépendantiste. Selon un sondage fait en décembre 2011, 50 % des Vénitiens soutiennent l'indépendance. Encore plus frappant, un sondage publié dans Il Gazzettino en janvier 2012 met la majorité indépendantiste à 53,3 % (55,0 % chez ceux qui sont nés en Vénétie),.
Selon ce même institut de sondage, le soutien pour l'indépendance a grimpé à 56,7 % en janvier 2013,.

### Référendum sur l'indépendance
Du 16 au 21 mars 2014 une consultation non officielle est menée en ligne. D'après les organisateurs 2,36 millions de Vénitiens (soit 63,2 % du corps électoral) auraient participé au référendum en ligne. 89,1 % d'entre eux ont voté oui à l'indépendance. Le taux de participation à cette consultation a par la suite été contestée par plusieurs médias.
Le 12 juin 2014, le conseil régional de Vénétie vote l'organisation d'un référendum sur l'indépendance,. La Cour constitutionnelle doit se prononcer sur la conformité du référendum avec la constitution.

## Sources
- (en) Cet article est partiellement ou en totalité issu de l’article de Wikipédia en anglais intitulé « Venetian nationalism » (voir la liste des auteurs).